# Brun bägarlav
Brun bägarlav (Cladonia chlorophaea) är en lavart som först beskrevs av Flörke ex Sommerf., och fick sitt nu gällande namn av Kurt Sprengel. Brun bägarlav ingår i släktet Cladonia och familjen Cladoniaceae.  Arten är reproducerande i Sverige. Inga underarter finns listade i Catalogue of Life.

## Bildgalleri

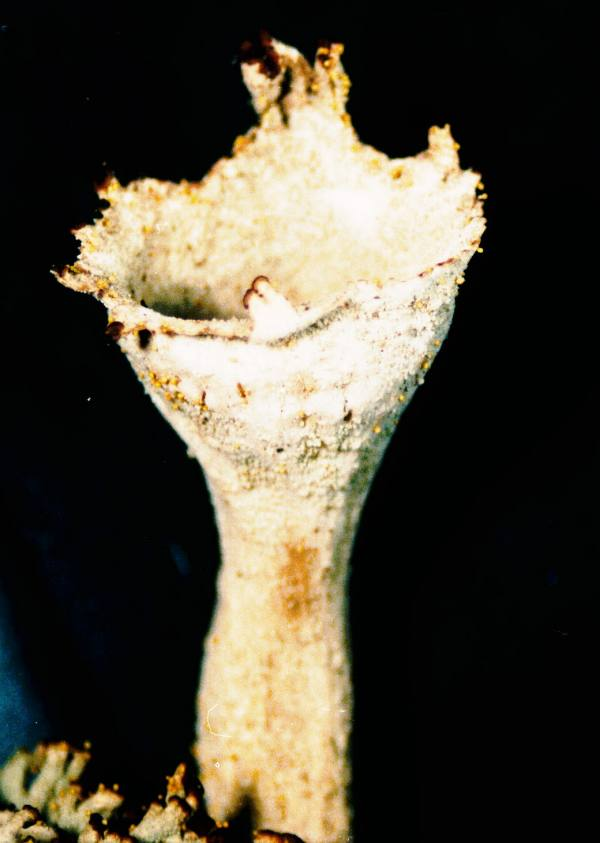
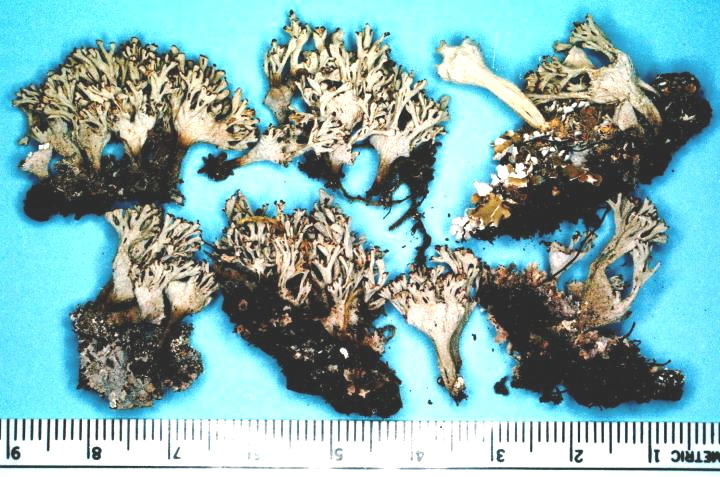
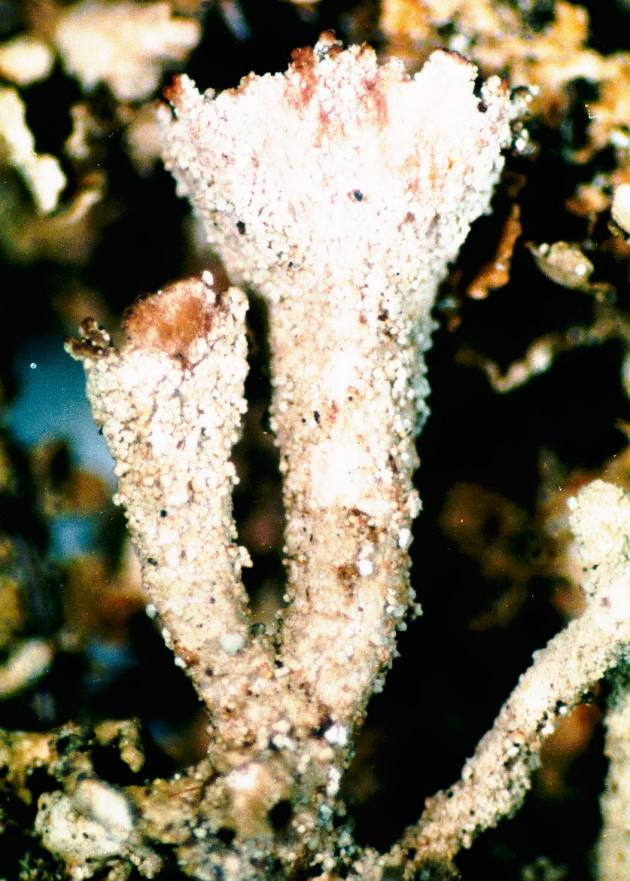
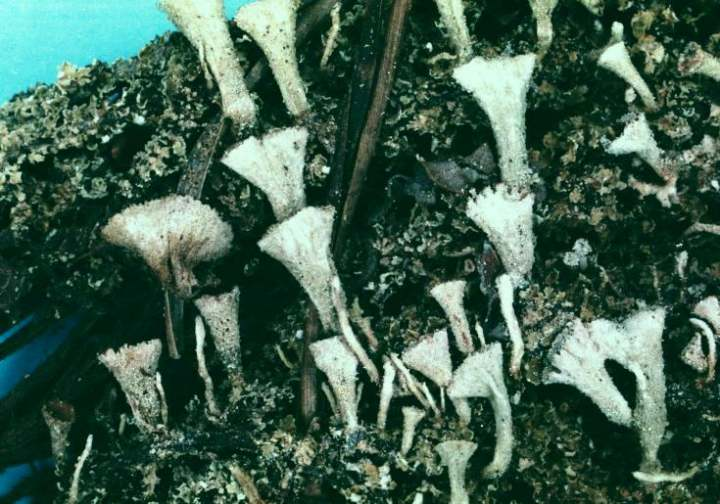